# Alepia recurva
Alepia recurva är en tvåvingeart som beskrevs av Bravo, Lago och Castro 2004. Alepia recurva ingår i släktet Alepia och familjen fjärilsmyggor. Inga underarter finns listade i Catalogue of Life.